# Crozon-sur-Vauvre
 Crozon-sur-Vauvre  es una población y comuna francesa, en la región de  Centro, departamento de Indre, en el distrito de La Châtre y cantón de Aigurande.

## Demografía
| 848 | 733 | 625 | 543 | 450 | 388 |
| Para los censos de 1962 a 1999 la población legal corresponde a la población sin duplicidades (Fuente: INSEE [Consultar]) |     |     |     |     |     |